# BLOB
Binary Large OBject, označovaný jako BLOB (i blob), je označení pro datový typ blíže nespecifikovaných binárních dat v databázi.
Obvykle se jedná o obrázky, zvukové záznamy nebo jakákoli jiná data, která jinak bývají uložena v samostatných souborech. BLOB je tedy obecný datový typ, který explicitně vyjadřuje, že databáze nemá informace o tom, jak jeho obsah interpretovat. Na rozdíl od jiných datových typů, kdy databáze může číselné a časové údaje poskytovat ve vhodném formátu, případně textové údaje konvertovat do požadované kódové stránky, obsah BLOB položky obdrží klientská aplikace přesně tak, jak byl binárně uložen, a o interpretaci se musí postarat sama. Jako datový typ BLOB se ukládají i složitě strukturovaná data editoru MS Word, Excelu, prezentací PowerPointu apod. V databázi může být (v jiné položce) i informace o tom, jak se má BLOB interpretovat, například výchozí jméno souboru s koncovkou, nebo tzv. MIME-TYPE popisovač, avšak tyto informace může využít pouze klient.
Specialitou je možnost fulltextového indexování BLOB položek v databázi, pokud obsahují text (obsah má strukturu souboru *.doc, *.xls, *.pdf, *.ppt, *.xml, *.html apod.). Některé databázové stroje (MS SQL Server) mají zabudované aplikace, které umožňují k binárnímu obsahu přiřadit MIME-TYPE a umožnit tak rozpoznání slov (word-parser pro jednotlivé typy souborů) a následné vyhledání záznamů s hledanými slovy v BLOBu.